# Arietellus pacificus
Arietellus pacificus är en kräftdjursart som beskrevs av Esterly 1913. Arietellus pacificus ingår i släktet Arietellus och familjen Arietellidae. Inga underarter finns listade i Catalogue of Life.